# Mark Coulier
Mark Coulier (Leyland, 1964) é um maquiador estadunidense. Venceu o Oscar de melhor maquiagem e penteados na edição de 2012 por The Iron Lady, ao lado de J. Roy Helland e na edição de 2015 pelo filme The Grand Budapest Hotel, com Frances Hannon.